# Vereinigung der Arbeiterfotografen Deutschlands

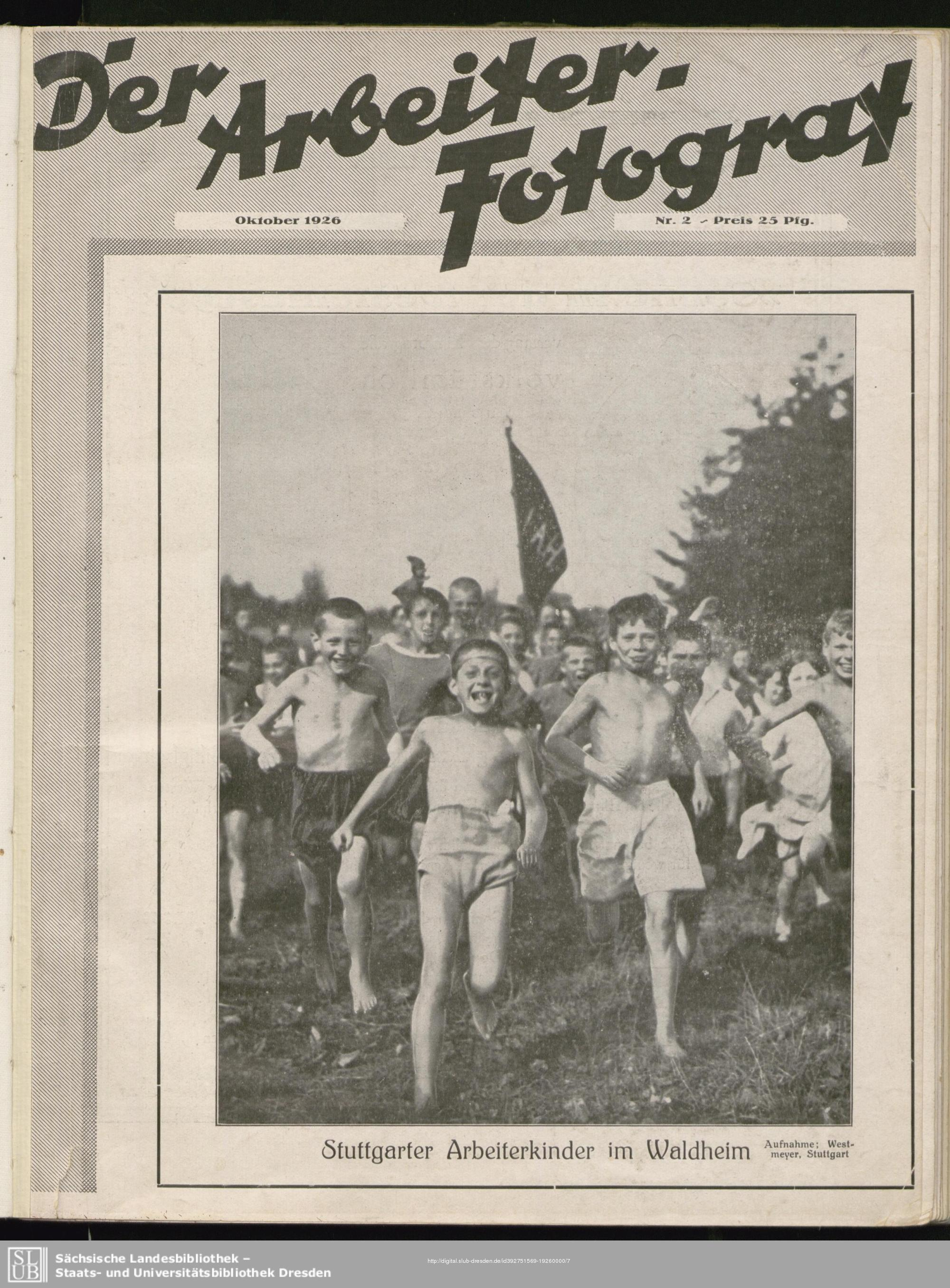
Titelblatt des Verbandsorgans „Der Arbeiter-Fotograf“ vom Oktober 1926 mit einer älteren Aufnahme „Stuttgarter Arbeiterkinder im Waldheim“ von Friedrich Westmeyer

Die Vereinigung der Arbeiterfotografen Deutschlands (VdAFD) war eine zur Zeit der Weimarer Republik agierende Organisation von Arbeiterfotografen in Deutschland.

## Geschichte
Als Teil der Arbeiterbewegung hatten sich in den 1920er Jahren in zahlreichen deutschen Großstädten wie Berlin, Dresden, Frankfurt, Stuttgart, Leipzig, Hamburg oder Halle örtliche Gruppen von Arbeiterfotografen gebildet. Dieser Entwicklung folgend, konstituierte sich am 16. September 1926 in Berlin im Gebäude des Neuen Deutschen Verlags ein vorläufiger Reichsausschuss der Vereinigung der Arbeiterfotografen Deutschlands. Dieser Ausschuss bestand anfangs aus den Mitgliedern Willi Münzenberg, der 1. Vorsitzenden und leitenden Verlagsmitarbeiterin Babette Gross, dem 2. Vorsitzenden des Verbands und Schriftführer Max Baumgarten, dem Verbands-Kassierer Fritz Möhl sowie Walter Tygör (1901–1981), später unter anderem dem Fotografen und Generalsekretär der VdAFD Erich Rinka. Für den Mitgliedsbeitrag von anfangs 2,50 Reichsmark jährlich erhielten die Mitglieder der Vereinigung die im selben Jahr gegründete und anfänglich monatlich geplante Zeitschrift Der Arbeiter-Fotograf. Einer der Redakteure der Zeitschrift war Eugen Heilig.
Die Ortsgruppen organisierten Fotoexkursionen, Übungsabende in der Dunkelkammer und eigene Ausstellungen. Mitglied konnte werden, wer auf dem Boden der sozialistischen Weltanschauung stand. Nach Erich Rinka gehörten 12 % der VdAFD-Mitglieder reichsweit der KPD an, 35 % der SPD. Auch wenn die VdAFD eine KPD-nahe Gründung war, betrieb sie in der Praxis keine Parteipolitik. Eine Massenorganisation wurde sie dennoch nicht. Viele ihrer Mitglieder sahen ihre Aufgabe darin, die Arbeiterpresse mit Bildmaterial zu versorgen.
Auf dem Höhepunkt ihrer Entwicklung gehörten der VdAFD 1932 rund 3.000 Mitglieder in 125 Ortsgruppen an.
Anschrift der Vereinigung war zunächst die Adresse von Fritz Möhl in Berlin-Reinickendorf-Ost im Hause Residenzstraße 100.
Im März 1933 wurde die Vereinigung der Arbeiterfotografen Deutschlands VdAFD verboten.